# ツリープラネット
ツリープラネットは大韓民国のベンチャー企業。芸能人や社会的事象など様々な事柄についての森を企画・管理している。

## 概要
2010年に携帯電話のゲームアプリで事業をスタート。同社が企業からの広告費を受け取り、ユーザーのゲームの進捗によって実際の木を植えるものになっていた。2012年にはファンクラブからの寄付により「SHINWAの森」「少女時代の森」などがつくられた。他に「IUの森」「キム・スヒョンの森」「東方神起の森」「チャンヨルの森」「ベクヒョンの森」「クォン・ジヨンの森」など多くの韓流スターの森や、「ポール・マッカートニー平和の森」のように世界中のスターの森をつくる「スター森プロジェクト」を行っている。
芸能関係以外に社会的事象についても、2015年8月13日からのクラウドファンディングによりワールドカップ公園（ソウル）に造成された日本軍慰安婦のための「少女を記憶する森」やオードリー・ヘプバーンの息子と進めた「セウォル号　記憶の森」、北朝鮮との銃撃戦についての「延坪海戦の英雄の森」のように様々な森をつくっている。2016年4月までに南スーダン、モンゴル、アメリカ、インド、中国など12ヶ国に120あまりの森を作った。2016年8月には挺身隊問題対策協議会や南京大虐殺記念館と協力し中国の南京にも慰安婦のための森をつくる計画を明らかにし10月18日に戦争と女性の人権博物館でプロジェクトの起工式を行った。